# Santu Lussurgiu
Santu Lussurgiu (sardinsky: Santu Lussùrzu) je italská obec (comune) v provincii Oristano v regionu Sardinie. Nachází se ve výšce 503 metrů nad mořem a má přibližně 2 200 obyvatel. Rozloha obce je 99,80 km².